# ケヤキ
ケヤキ（欅、学名: Zelkova serrata）は、ニレ科ケヤキ属の落葉高木。

## 形態
最大樹高50m、胸高直径3mに達する落葉広葉樹の高木。開けた場所に生える個体は、枝が扇状に大きく斜めに広がり、独特の美しい樹形になる。樹皮は灰白色から灰褐色で、若木のうちは滑らかで横長の皮目があるが、老木になるとモザイク状や鱗片状、あるいは大きく反り返って剥がれるなど、剥がれ方は一様ではなく、幹の表面はまだら模様になる。一年枝は褐色で無毛、ジグザグ状に伸びて皮目がある。
花期は4 - 5月ごろ。開花は目立たないが、葉が出る前に本年枝に数個ずつ薄い黄緑色の花が咲く。雌雄同株で雌雄異花。本年枝の下部に数個ずつ雄花が、上部の葉腋に1 - 3個の雌花がつき、雄花と雌花をつけた短い枝を「着果短枝」という。花後に長枝が伸びて、本葉が出る。
葉は互生し、葉身は長さ3 - 10センチメートル (cm) の卵形から卵状披針形で、葉縁にある鋸歯は曲線的に葉先に向かう特徴的な形であり、鋸歯の先端は尖る。葉の正面はざらつく。春の新緑や秋の紅葉（黄葉）が美しい樹木でもある。都市部ではあまり鮮やかに紅葉せず黄褐色から褐色になって落葉してしまうが、寒冷地では個体によって色が異なり、黄色・橙色・赤色など色鮮やかに紅葉する。若木や徒長枝の葉は大きく、赤色に紅葉する傾向が強い。紅葉は褐色を帯びるのが比較的早く、落ち葉もすぐに褐色になる。
葉はハルニレやムクノキに若干似る。ハルニレは鋸歯の形が特徴的で二重鋸歯になること、ムクノキは葉が大きく光沢があり、葉脈は三行脈で側脈がしばしば分岐することから見分けられる。ムクノキはかつてはケヤキやハルニレと同じくニレ科に入れられていたが、APG分類体系ではアサ科に移動されている。
果期は10月。果実は長さ約5ミリメートル (mm) の平たい球形をした痩果で、秋に暗褐色に熟す。小枝についた葉が翼となって、果実がついたまま長さ10 - 15 cmの小枝ごと木から離れ、風に乗って遠く運ばれて分布を広げる。
冬芽は互生し、小さな卵形で暗褐色の8 - 10枚の芽鱗に包まれており、横に副芽を付けることがある。枝先には仮頂芽がつき、側芽は枝に沿わずに開出してつく。冬芽の横には、しばしば副芽がつく。冬芽のわきにある葉痕は半円形で、維管束痕が3個ある。
根系はニレ属のものによく似た水平痕が多いタイプである。特にハルニレの根はこぶ状の構造が出来て、また嫌気的な環境でも垂下根を比較的伸ばすのに対し、ケヤキの垂下根は条件の悪い土壌には嵌入せずに避けるような伸び方をするという。
発芽は地上性（英：epigeal germination）で子葉は地上に出てくる。このタイプの子葉は胚乳の栄養を吸い取る吸器、および最初に光合成をおこなう器官という2つの役割がある。

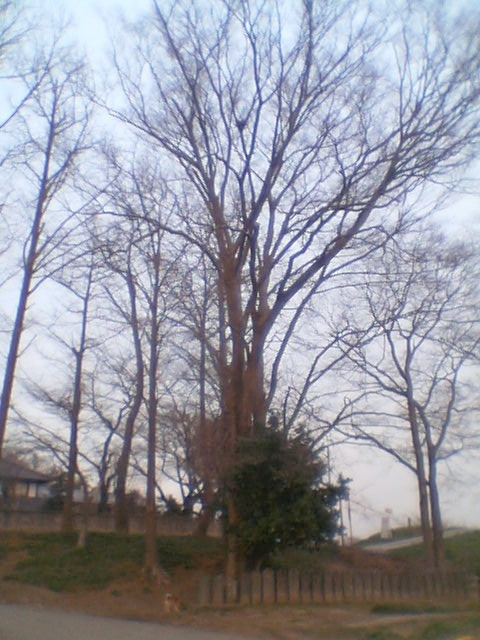
樹形（落葉期）
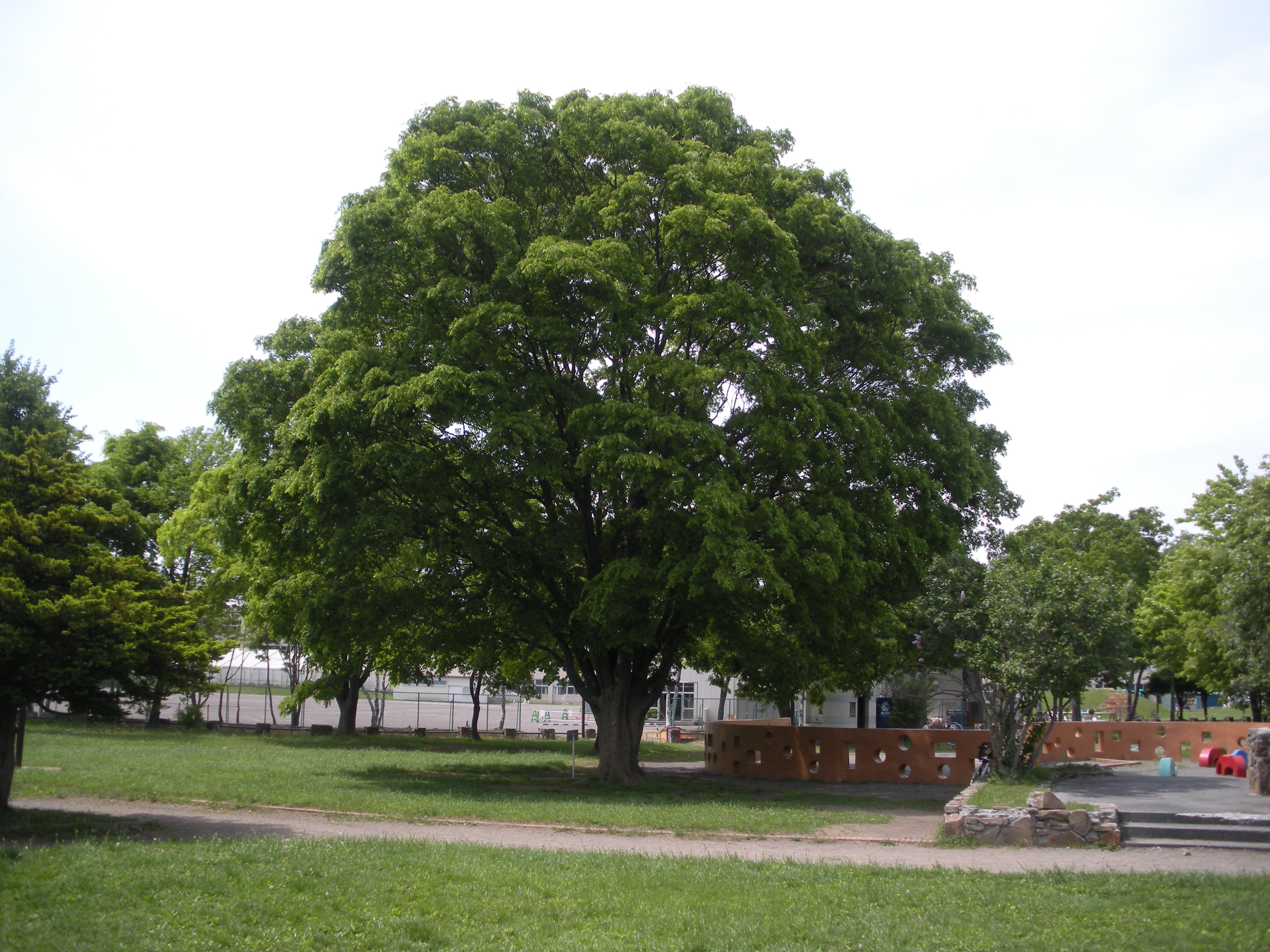
樹形（着葉期）
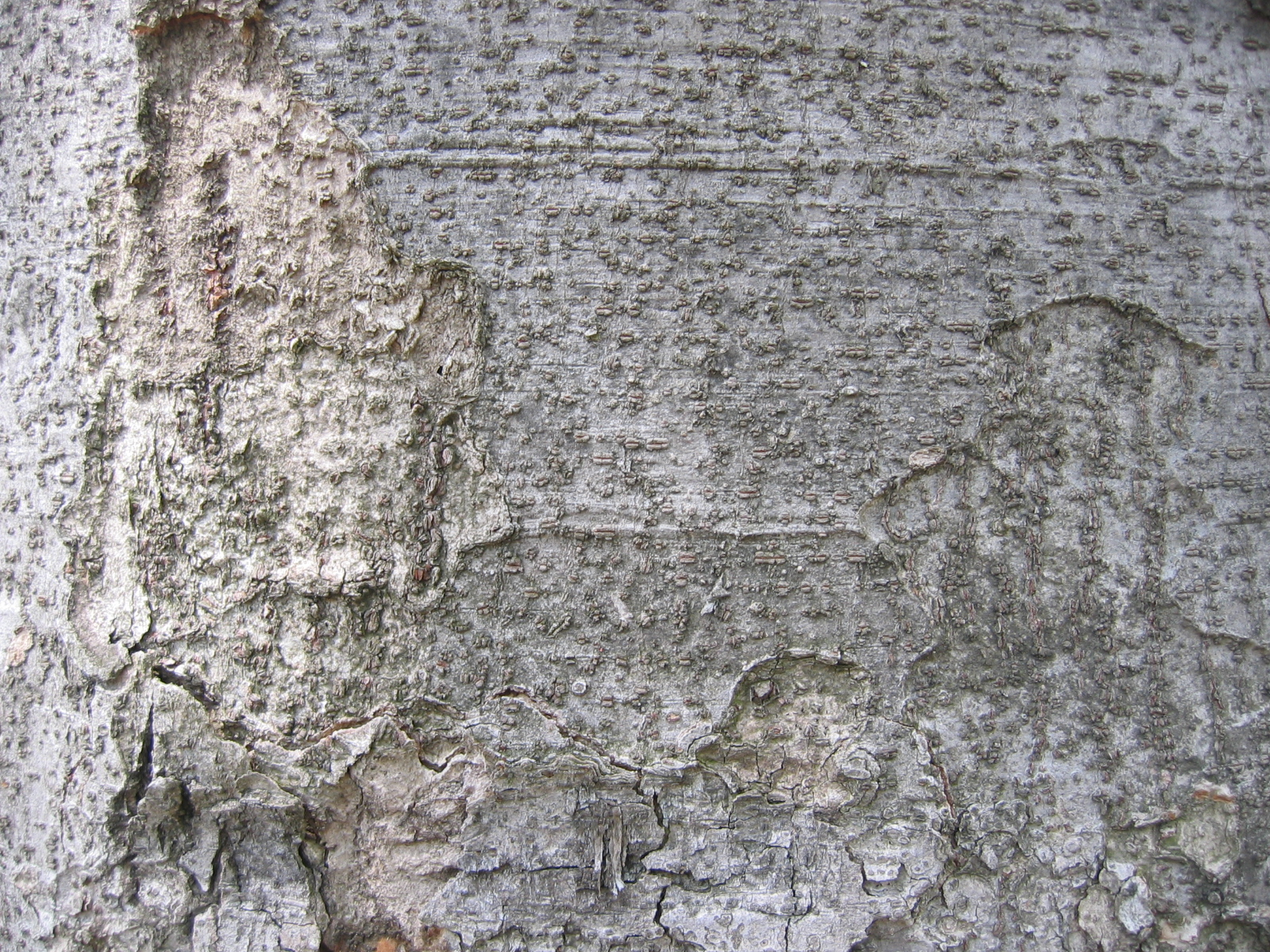
樹皮は比較的平滑で灰褐色。うろこ状に剥がれる
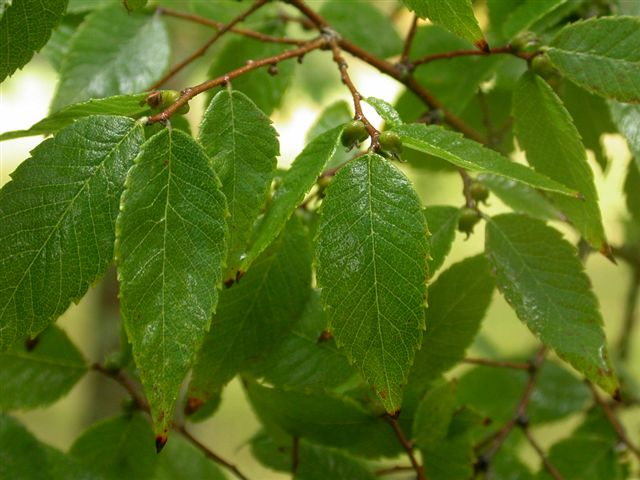
葉は羽状脈。丸みを帯びた鋸歯が目立つ。
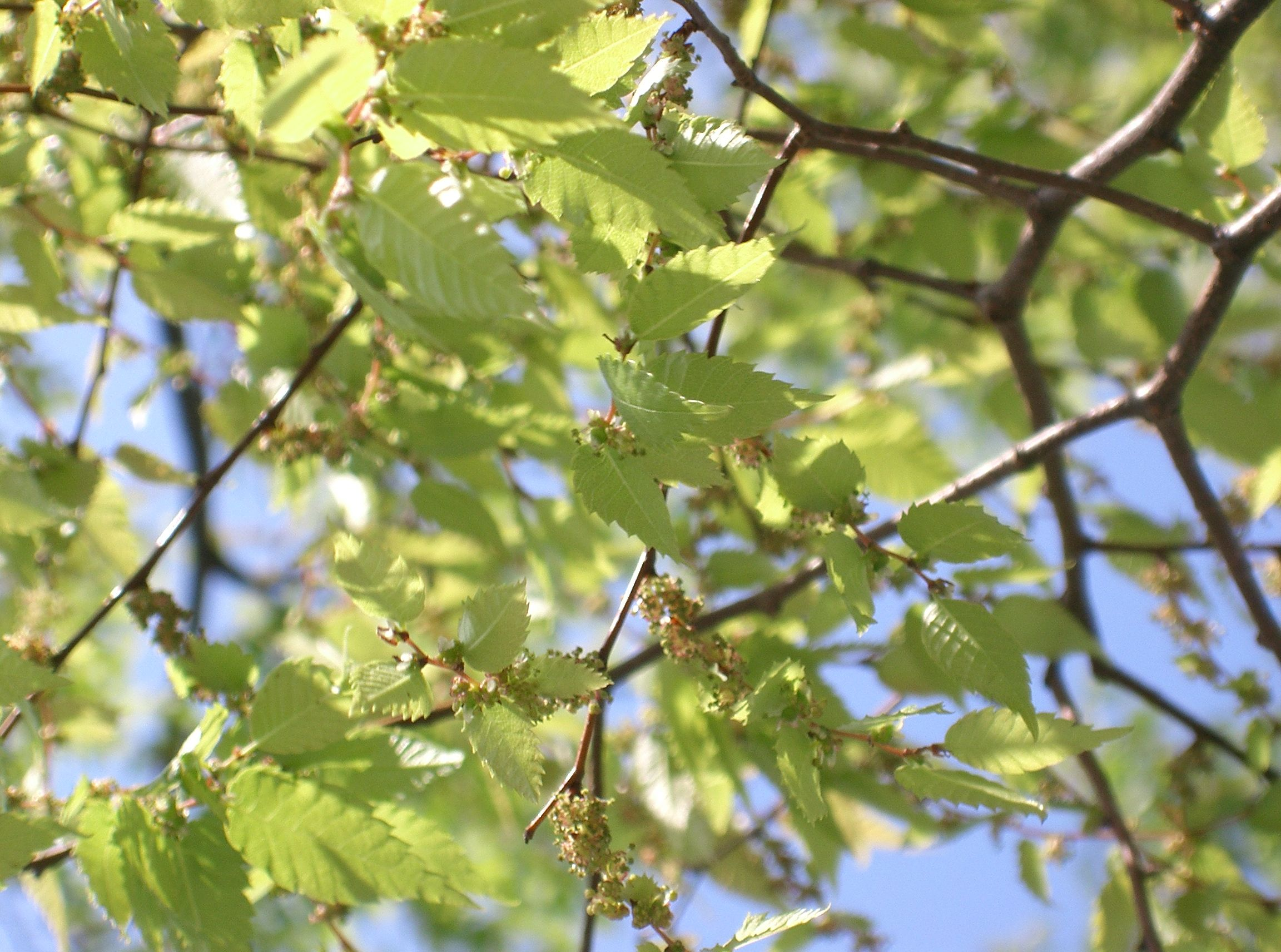
新芽と雄花序
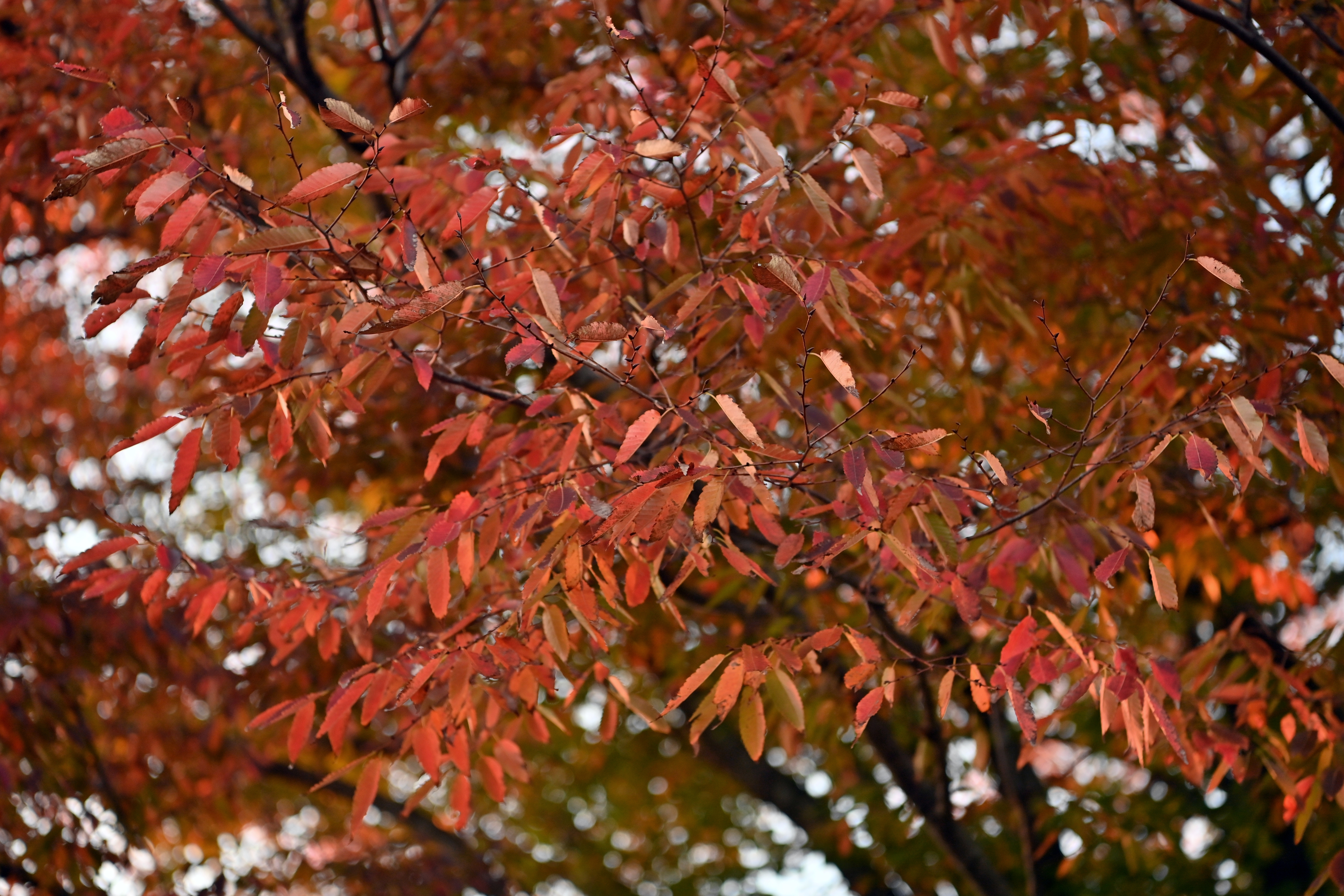
紅葉した梢
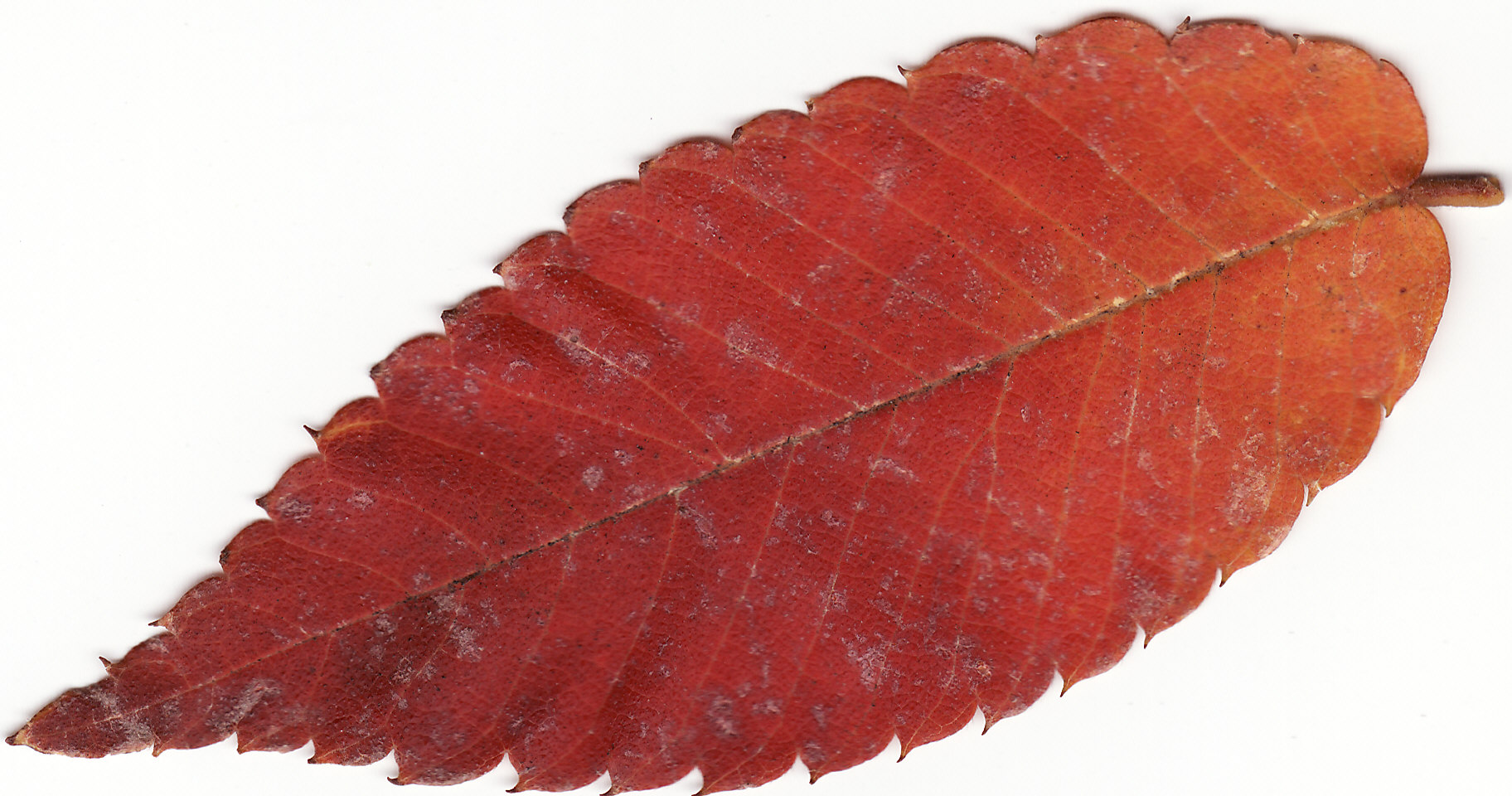
紅葉（10月）

## 生態
比較的湿潤環境を好み、斜面下部から中部に分布することが多い。スギも同じような環境を好むので、スギと混交させた時の反応なども調べられている。土壌を分析した結果ケヤキが優先する林分ではC/N比が低く微生物の餌として魅力的だと見られている。
陽樹と見られており、露岩地帯にもよく出現する。多くの樹木は日陰では葉の厚さを変える（いわゆる陰葉）ことが知られているが、ケヤキはこの切り替えがあまりうまくない樹種だと見られれている。
花芽原基の形成は前年の夏に行われる。ブナやミズナラと同じく、ケヤキも結実には極端な豊凶があるという
枝葉と一緒に落ちることで種子だけの時より1/3以下に減速し、風に飛ばされやすくなっている。下から巻き上げるような風に乗ると80m程度とぶこともあるという。小さい個体でも結実するが、発芽率はよくないという。
葉はオゾン暴露により黄変する

## 分布
東アジア地域に分布。朝鮮半島、中国、台湾と日本に分布し、日本では本州（青森県下北半島の山地から）、四国、九州（鹿児島県北部まで）に分布する。
自然分布の他に、人の手によって街路や公園、人家のまわりにも植えられたものもよく見られる。日本では特に関東平野に多く見られ、屋敷林に使われることが多い。北海道には函館や札幌などの都市部で、庭園樹や公園樹として植えられたものがある。

## 人間との関わり

### 木材
ケヤキは国産広葉樹としてはブナ科のミズナラと並ぶ有用木材である。ミズナラが比較的山の木であるのに対し、ケヤキは人里近い所にもよく適応し親しまれた。木材の気乾比重は平均0.7程度、道管の配置は環孔材で年輪ははっきり出る。環孔材の木材に共通であるが、成長が良く年輪幅が広いほど良材で硬く重くなる。これはミズナラも同じである。辺材は黄褐色、心材は赤褐色で色の違いは明瞭に出る。辺材部、心材部共に水を通しにくいことが特長の一つである。広葉樹の一部は辺材部の細胞が死んで心材化していく過程においてチロースを形成し、水の通動静を低下させることが知られている。一方この性質上、水が抜けにくく乾燥には非常に時間がかかる。乾燥時に狂いも生じやすく扱いの難しい木材である。ケヤキは幹の途中から大きく分岐するので、丸太の歩留まりをよくするためには高い所での分岐が望ましい。一般に樹形には密度効果が現れるとされており、スギとの混植の場合はケヤキは7,000本/ha以上での植栽が望ましいという。
硬すぎて明治期に成るまで薪炭材以外ではあまり使われなかったミズナラに比べれば、加工も容易であったケヤキは古くからよく利用されていた。製材時すると稀に表面に水玉模様が現れることがあり、「玉杢」「泡杢」などと呼ばれ珍重される。また、磨くと艶が出て、頑丈で壊れにくい。このような性質から手元においておける家具、木工品、板材としての評価が特に高い樹種である。
強度があること、手に入れやすさから建材としてもよく利用された。大建築への利用は縦引き鋸が使われ出した室町時代以降のことといわれる。ヒノキほどの寿命は無く、建築後1200年経過した奈良・薬師寺東塔に使われていたケヤキ材は破断状態にあったというが、建築後250年経過のケヤキ材は強度的に問題はないという報告もある。京都・清水寺の舞台も太いケヤキの柱で支えられている。現在のものは江戸時代初期に作られたといわれ、建築後約400年が経過している。地際部の腐った部分だけを定期的に切り取って新しい部材に入れ替える「根継」という技法で維持しているが、建築後800年を目途に上部も含めてすべて新しいケヤキ材で作り変えることを予定しているという。
電柱が木製だった時代は用材としてケヤキが高く評価されていた。
1940年、戦時色の強まった日本では、用材生産統制規則により特定の樹種について用途指定を実施。ケヤキ材の使用用途については軍需、内地使用の船舶、車両用に限られることとなった

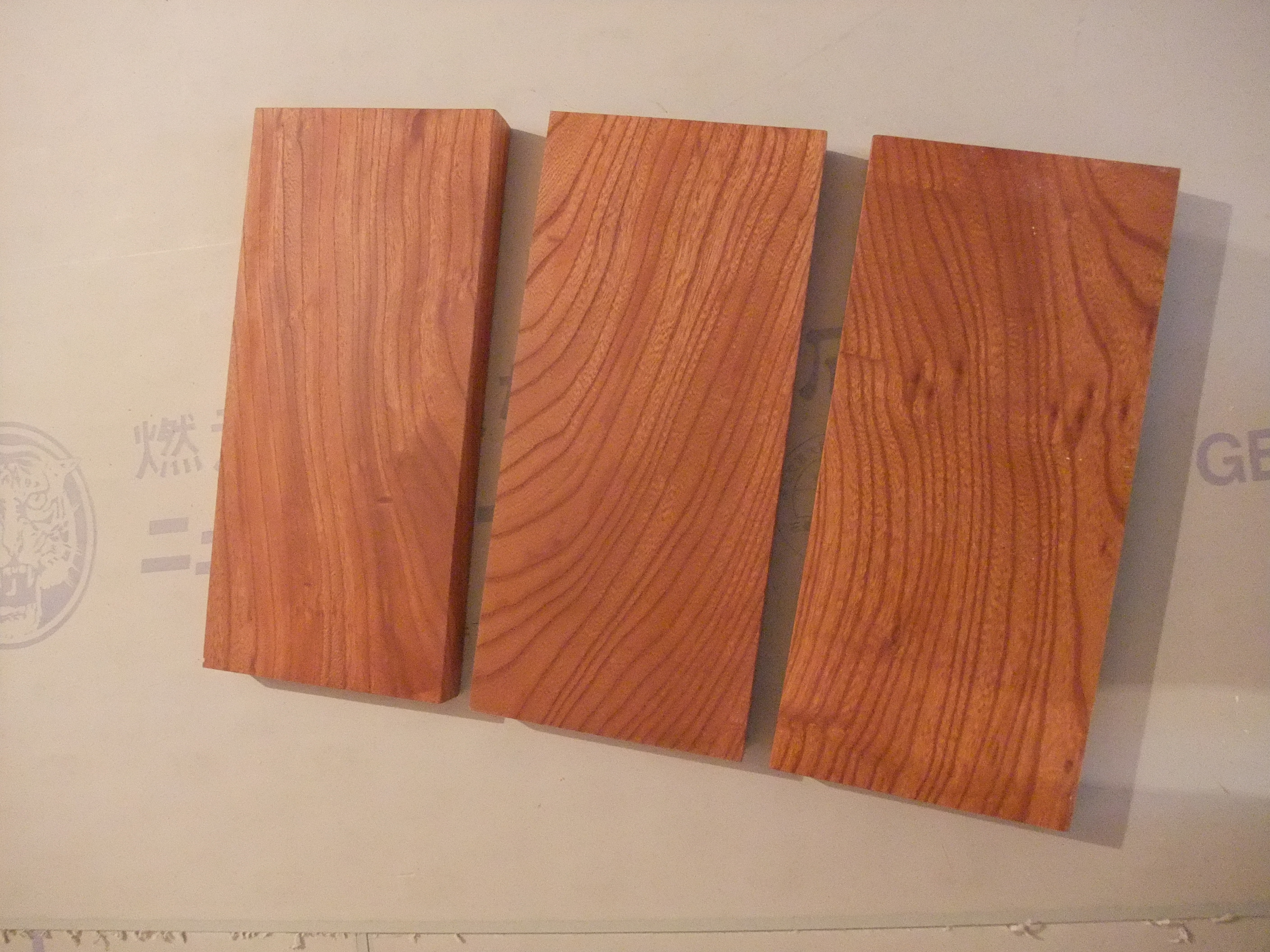
ケヤキ無垢板（塗装済み）。右の木口面には不明瞭な杢が見える
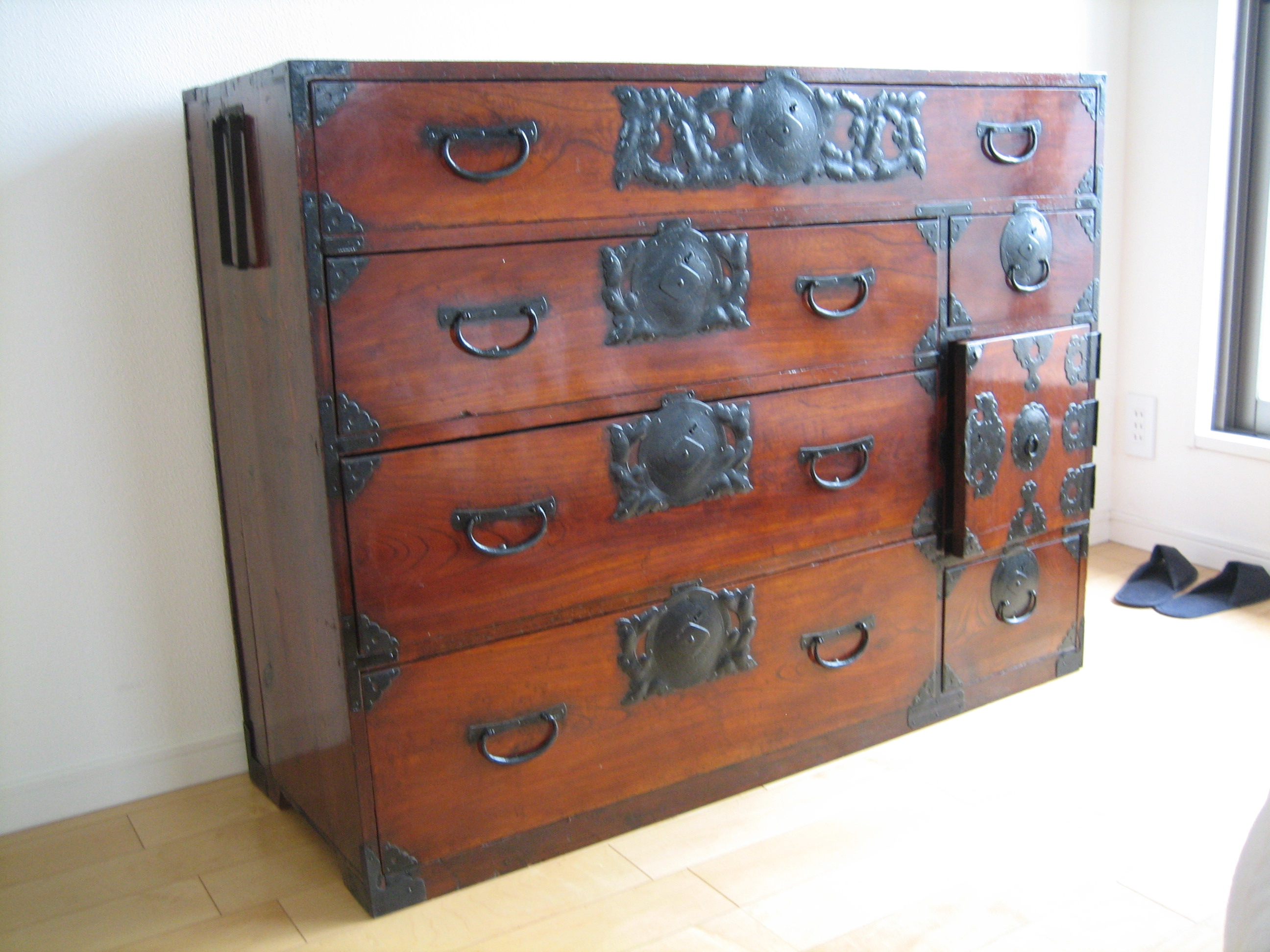
ケヤキ材を使う仙台箪笥
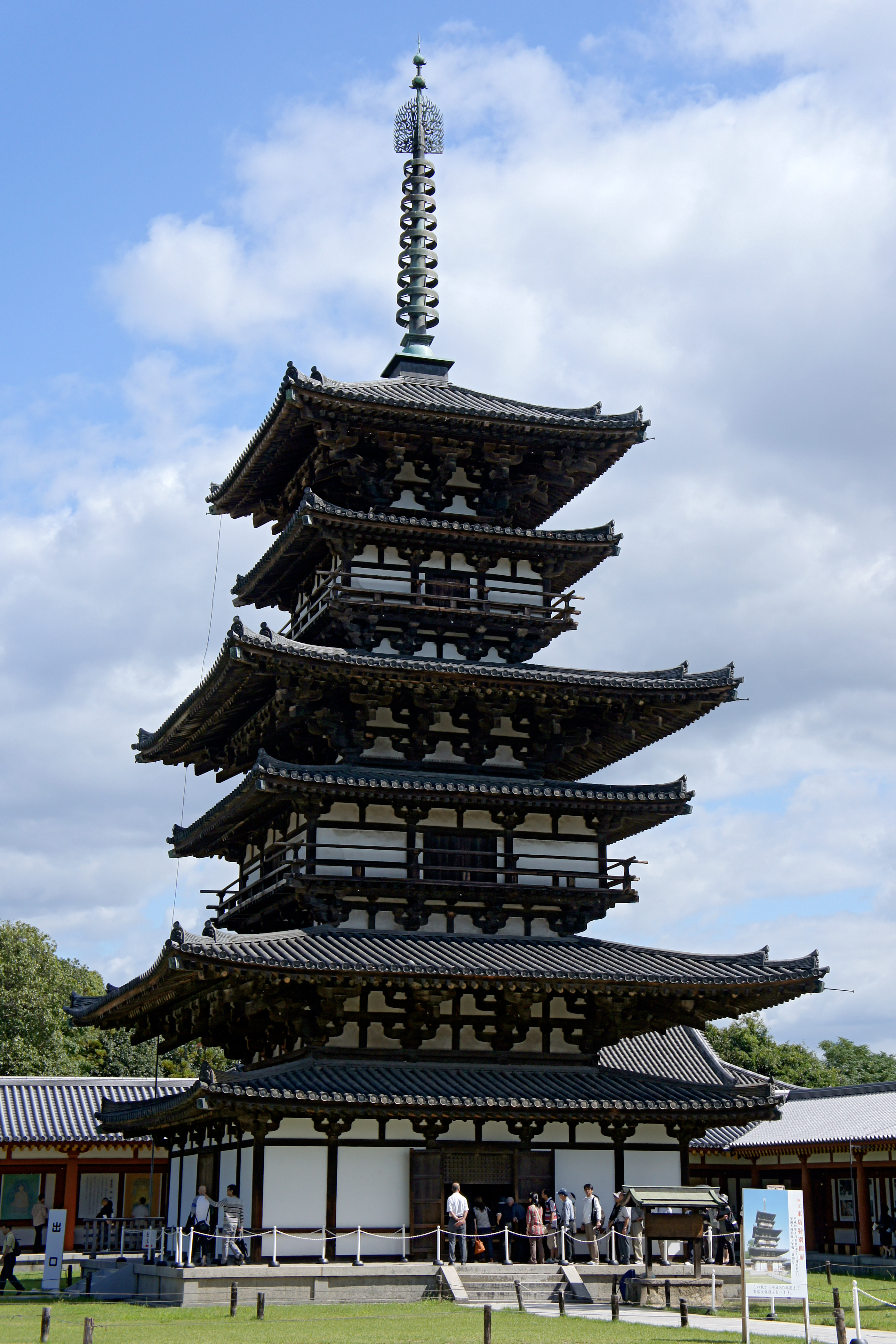
薬師寺の東塔
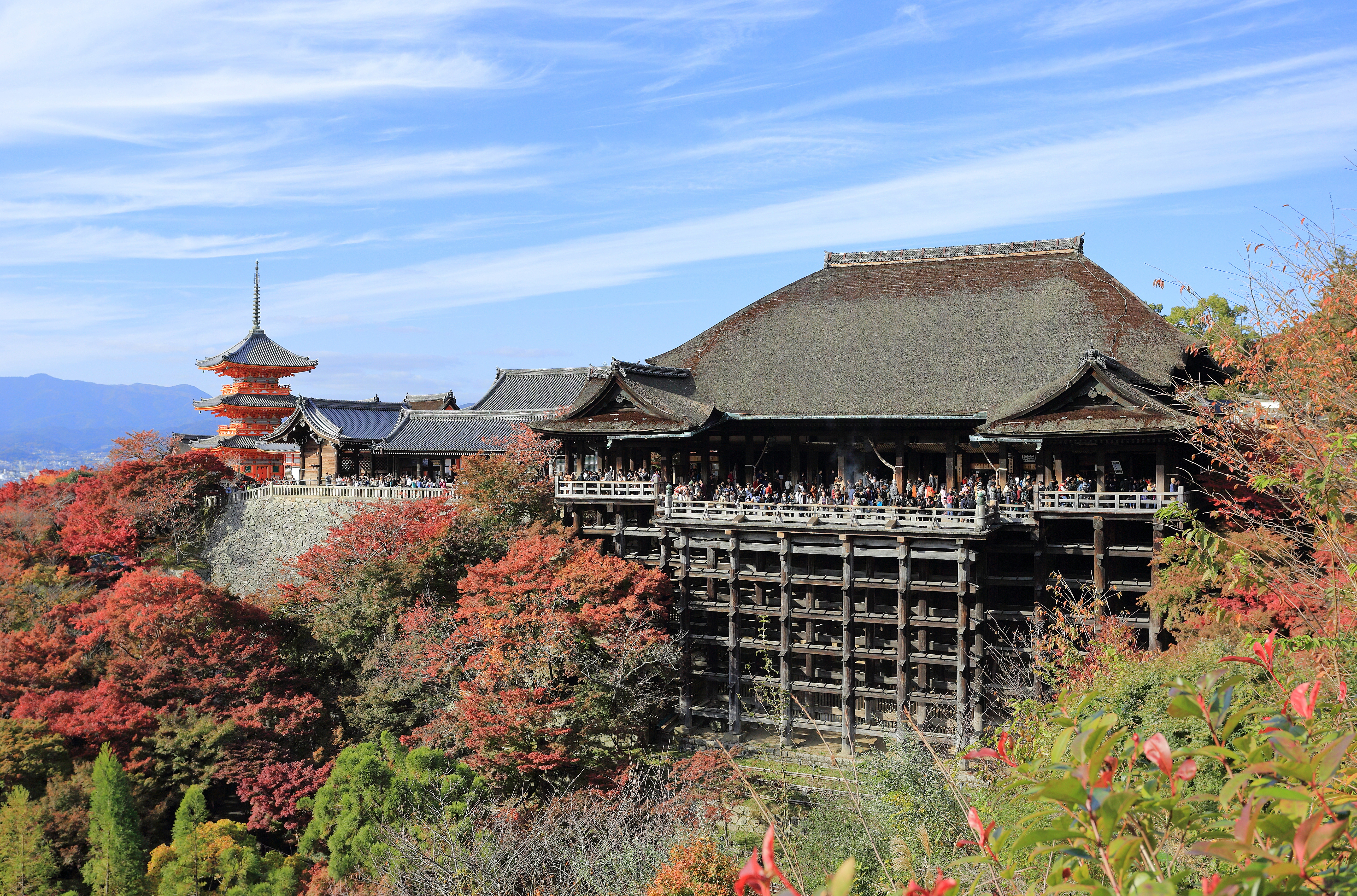
清水の舞台を支える柱はケヤキである

### 防災・風致
防風効果を期待して家屋の周りに植栽する、いわゆる屋敷林、生け垣として用いられることがあり、この点も里の木として親しまれた。ケヤキとカシ類を併用した屋敷林は特に関東地方で知られる。強靭で剪定にもよく耐える点も評価されている。
箒を逆さにしたような樹形が美しく、街路樹としてよく使われる。
盆栽に使われることもある。ケヤキの盆栽は幹は太く枝は細い方が高評価といわれ、これを実現するために梅雨頃に新芽を摘み取り、再度芽吹くのを促すという。

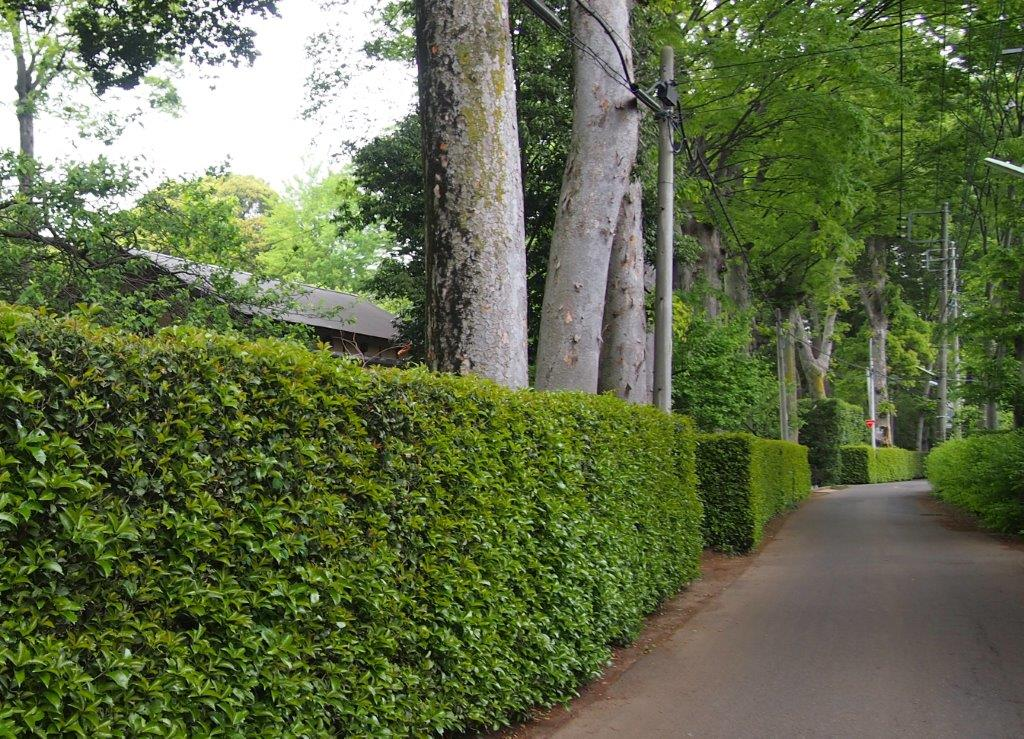
家の裏手に植えられるケヤキ（幹が灰色の大木3本）（多摩地域）
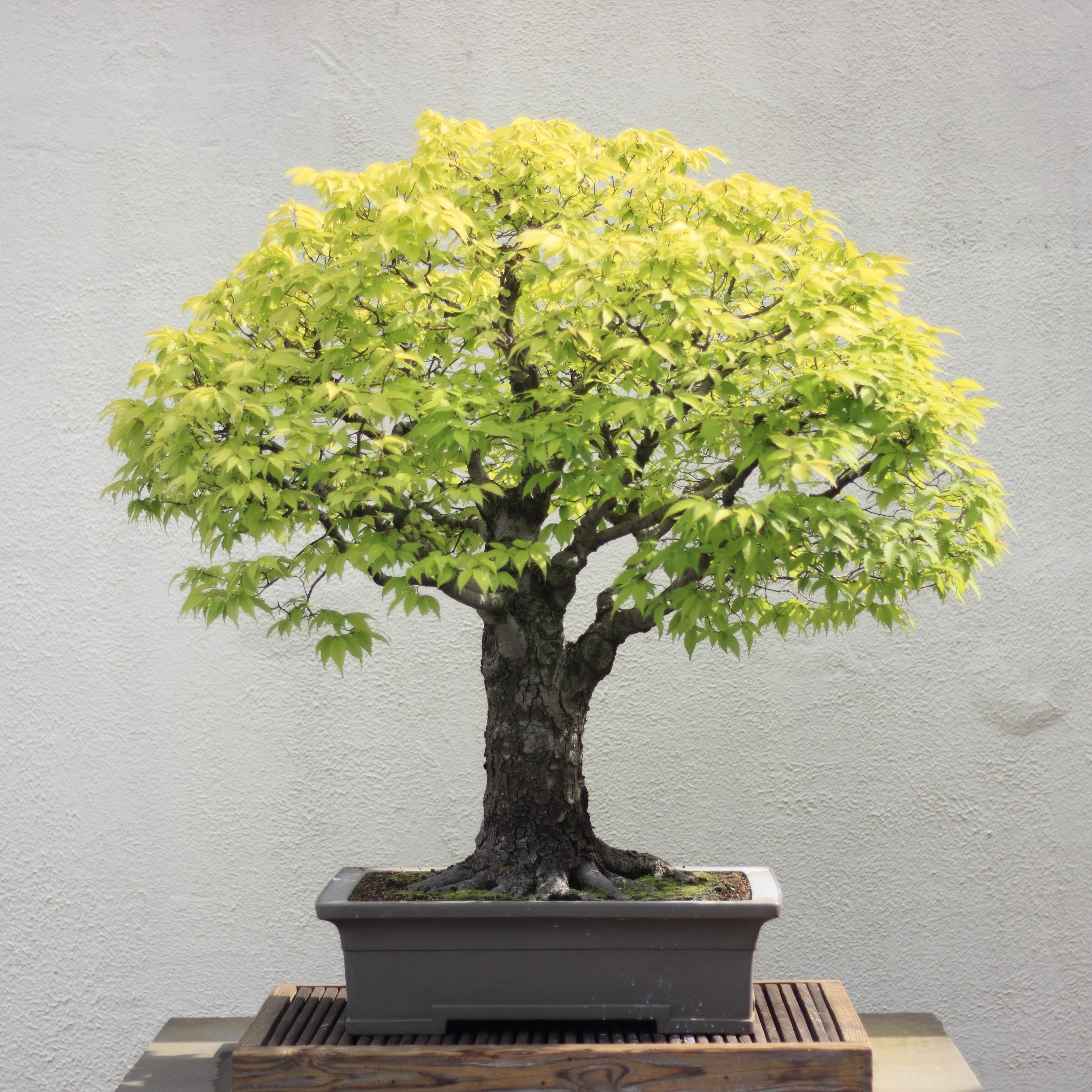
ケヤキの盆栽

### 食用
朝鮮半島では、ケヤキの春の若葉を茹でて食べることもあり、餅にも入れられる。

### 象徴
各地に伝わるケヤキの巨木の逸話には、蛇や水にまつわることがしばしば登場するという。
ケヤキの花言葉は、「幸運」「長寿」とされる。

#### シンボル
多くの自治体が、「県の木」「市の木」といったシンボルにケヤキを指定している。
- ケヤキをシンボルに指定している都道府県
  - 宮城県
  - 福島県
  - 埼玉県
- ケヤキをシンボルに指定している市区町村
  - 東北地方
    - 青森県：鰺ヶ沢町、横浜町
    - 秋田県：秋田市、大仙市、八郎潟町
    - 岩手県：紫波町
    - 宮城県：仙台市
    - 山形県：鶴岡市、酒田市、尾花沢市、三川町
    - 福島県：福島市、南相馬市

  - 関東地方
    - 茨城県：日立市、古河市、常陸太田市、つくば市、土浦市、河内町、坂東市
    - 栃木県：真岡市、茂木町、芳賀町
    - 群馬県：前橋市、高崎市、神流町、中之条町、東吾妻町、大泉町
    - 埼玉県：さいたま市、熊谷市、鴻巣市、越谷市、蕨市、入間市、朝霞市、桶川市、富士見市、小川町
    - 千葉県：千葉市、野田市、我孫子市
    - 東京都：新宿区、世田谷区、渋谷区、板橋区、立川市、武蔵野市、府中市、町田市、小金井市、小平市、東村山市、国分寺市、東大和市、清瀬市、西東京市
    - 神奈川県：横浜市、相模原市

  - 中部地方
    - 新潟県：長岡市
    - 長野県：伊那市、木島平村、箕輪町
    - 富山県：富山市
    - 静岡県：御殿場市
    - 愛知県：春日井市、豊田市、豊明市
    - 岐阜県：揖斐川町

  - 近畿地方
    - 三重県：鈴鹿市、菰野町
    - 滋賀県：長浜市
    - 京都府：福知山市、舞鶴市
    - 大阪府：高槻市、能勢町
    - 奈良県：川西町

  - 四国地方
    - 徳島県：阿波市

  - 九州地方
    - 福岡県：久留米市
    - 熊本県：多良木町
    - 宮崎県：都城市、日之影町
- ケヤキをシンボルに指定していた廃止市町村
  - 岩手県：江刺市
  - 茨城県：新治村
  - 栃木県：西方町
  - 埼玉県：大宮市、岩槻市
  - 静岡県：菊川町
  - 岐阜県：南濃町
  - 岡山県：久世町
- ケヤキをシンボルにしている日本国外の自治体
  - 　道:慶尚北道 慶尚南道 忠清北道
  - 　区:広津区・九老区・東大門区・瑞草区・中浪区・城東区 (ソウル特別市), 中区 (大邱広域市)・北区 (光州広域市)・西区 (光州広域市)
  - 　市:義王市・清州市・三陟市・金浦市・亀尾市・論山市・金堤市・公州市・堤川市
  - 　郡:咸陽郡・谷城郡・鎮安郡・軍威郡・槐山郡・義城郡・青陽郡・淳昌郡・和順郡・横城郡

### 日本の著名なケヤキ
- 特別天然記念物

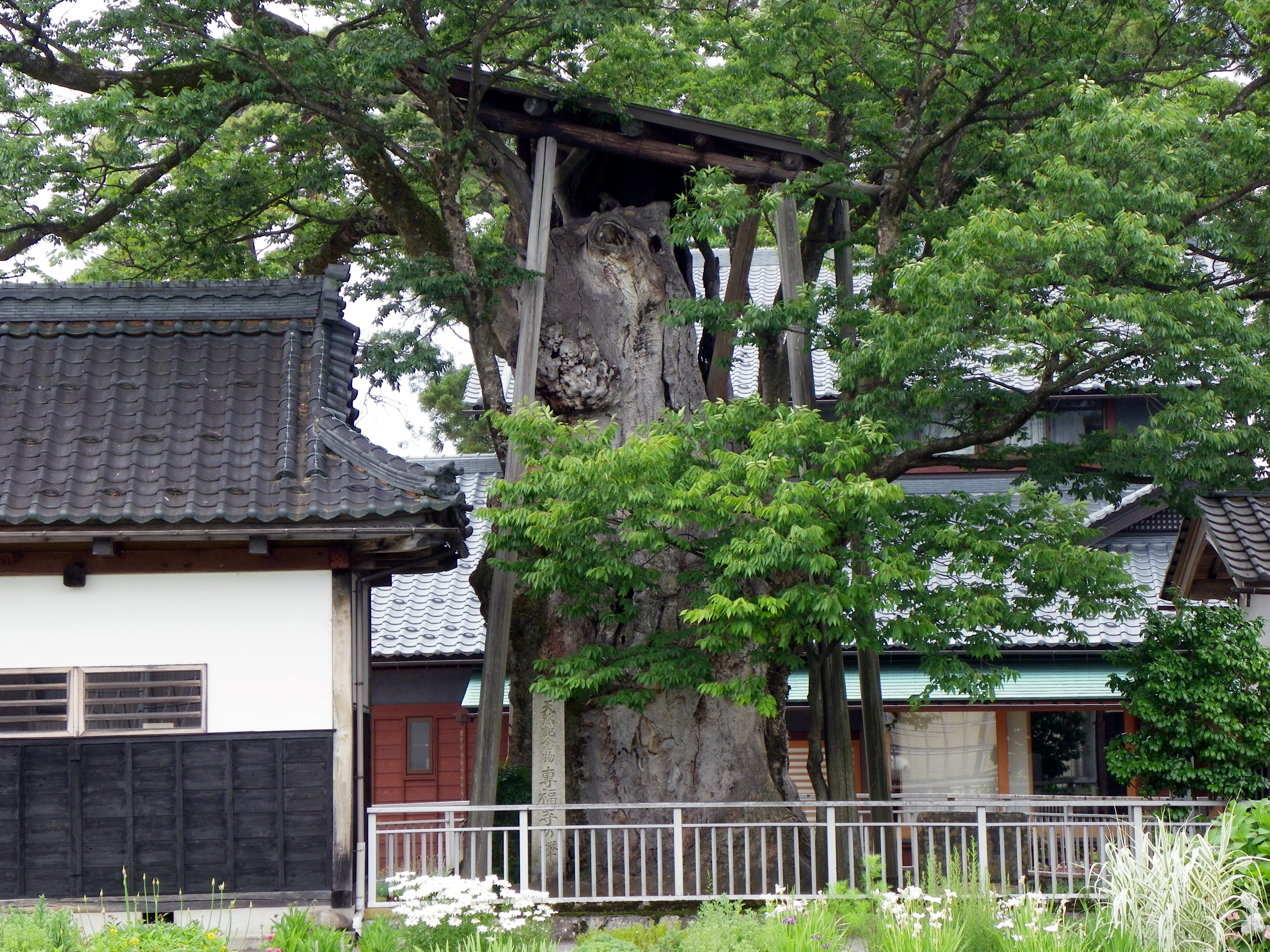
専福寺の大ケヤキ

  - 東根の大ケヤキ（山形県東根市）- 幹周12.6 m、樹高28 m、樹齢1500年以上、「日本三大ケヤキ」[39]
- 天然記念物（国指定）
  - 文下（ほうだし）のケヤキ（山形県鶴岡市）
  - 高瀬の大木（ケヤキ）（福島県会津若松市）
  - 原町の大ケヤキ（群馬県東吾妻町）-「日本三大ケヤキ」、樹勢の衰え顕著、
  - 練馬白山神社の大ケヤキ（東京都練馬区）
  - 御岳の神代ケヤキ（東京都青梅市）
  - 鵜川神社の大ケヤキ（新潟県柏崎市） - 幹周10.6 m、樹高21.5 m、樹齢伝承1000年[40]
  - 専福寺の大ケヤキ（福井県大野市）
  - 上野原の大ケヤキ（山梨県上野原市）
  - 三恵の大ケヤキ（山梨県南アルプス市）- 樹齢1000年、「日本三大ケヤキ」
  - 根古屋神社の大ケヤキ（山梨県北杜市）- 「畑木」「田木」と呼ばれる2本の大ケヤキ、樹齢1000年[41]
  - 八代の大ケヤキ（兵庫県朝来市）- 樹齢1600年
  - 野間の大ケヤキ（大阪府能勢町）- 幹周14.6 m、樹高26 m、樹齢1000年[42][43]
  - 竹の熊の大ケヤキ（熊本県南小国町）
  - 下野八幡宮の大ケヤキ（宮崎県高千穂町）

なお、東京競馬場の第3コーナー内側に、俗に「大欅」と呼ばれる大木がある。数々の逸話があり、「欅ステークス」という名の特別競走まで開催されているが、実際は榎（エノキ）であってケヤキではない。

### 日本の著名なケヤキ並木
- 国の天然記念物
  - 馬場大門のケヤキ並木（東京都府中市）
- 日本の道100選（旧建設省）
  - 定禅寺通（宮城県仙台市）- 中央分離帯2列と両側歩道2列の計4列[44]
  - 新宿副都心街路（東京都新宿区）
  - 久屋大通（愛知県名古屋市）
  - みなと大通り公園（鹿児島県鹿児島市）
- 新・日本街路樹百景（読売新聞創刊120年の記念企画）
  - 定禅寺通（宮城県仙台市）
  - 前橋駅前通りケヤキ並木（群馬県前橋市）
  - 国道463号（埼玉県さいたま市）- 約17kmにわたって続く日本最長のケヤキ並木
  - 常盤平けやき通り（千葉県松戸市）
  - 表参道ケヤキ並木（東京都港区、渋谷区）
  - 本郷町通り（岐阜県岐阜市）- 600mほど
  - けやき大通（和歌山県和歌山市）
  - けやき通り（福岡県福岡市）- 国道202号線の一部分で約100本
- 年中行事としてイルミネーションが行われるケヤキ並木
  - SENDAI光のページェント（宮城県仙台市）- 定禅寺通と青葉通の計250本のケヤキ並木に計100万個の電球
  - 六本木ヒルズArtelligent Christmas（東京都港区）- けやき坂通りに約37万個の青や白のLED
  - Light-Up Christmas In SHIBUYA（東京都渋谷区）- 道玄坂や宮益坂など渋谷地区のケヤキ並木に約65万個の電球
  - NIIGATA光のページェント（新潟県新潟市）- 新潟駅南口広場とけやき通りの計208本のけやき並木（約1km）に26万個の電球
  - 香林坊地区ツリーファンタジー（石川県金沢市）- 歩道250mの両側のケヤキ29本に10万個の電球
- その他
  - 志村けんの木（東京都東村山市）- 東村山駅東口。同市出身のコメディアン、志村けん（ザ・ドリフターズ）の「東村山市の知名度を高めた」功績による感謝状授与記念と志村への激励の証として植樹された。

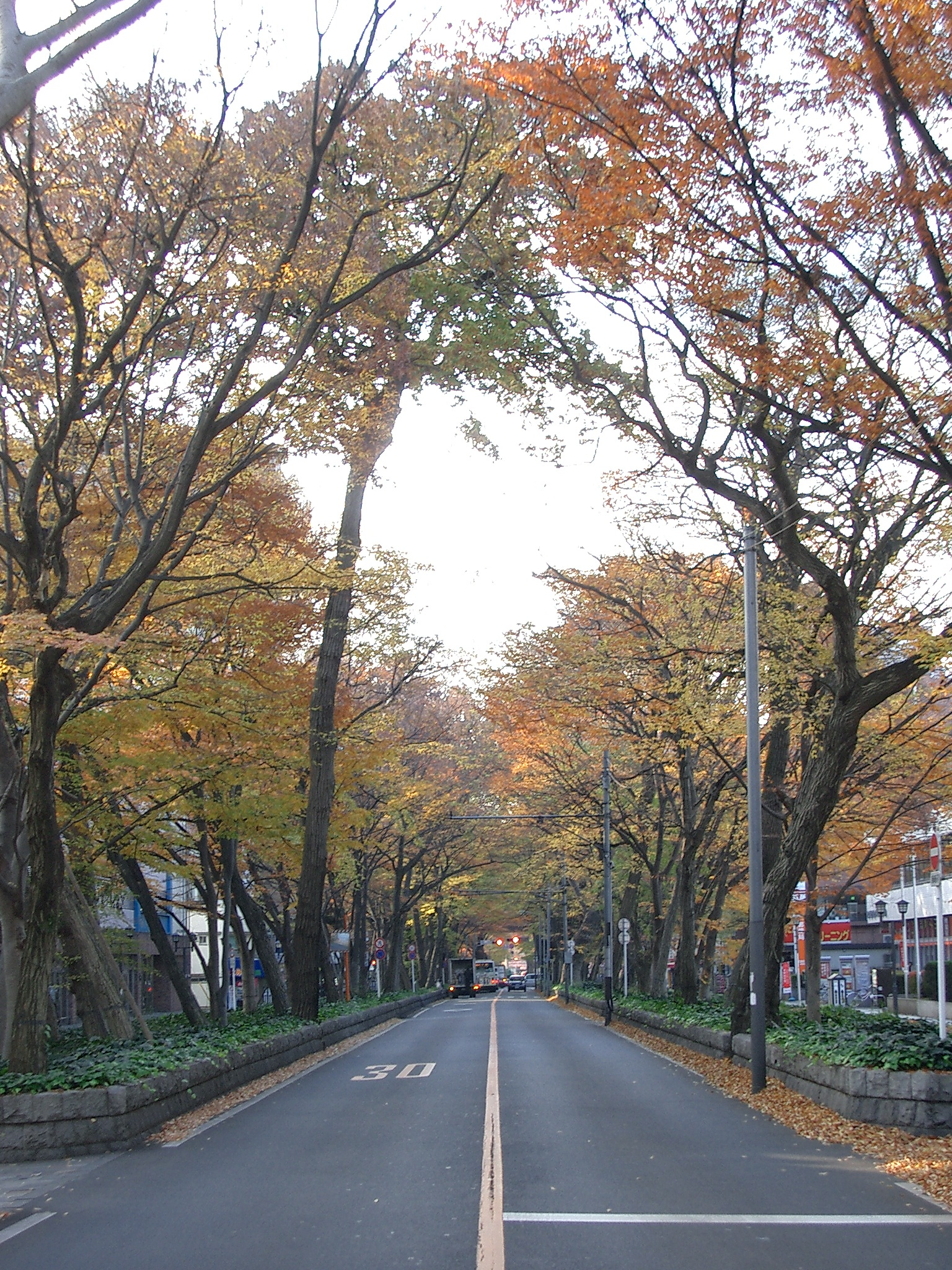
馬場大門のケヤキ並木
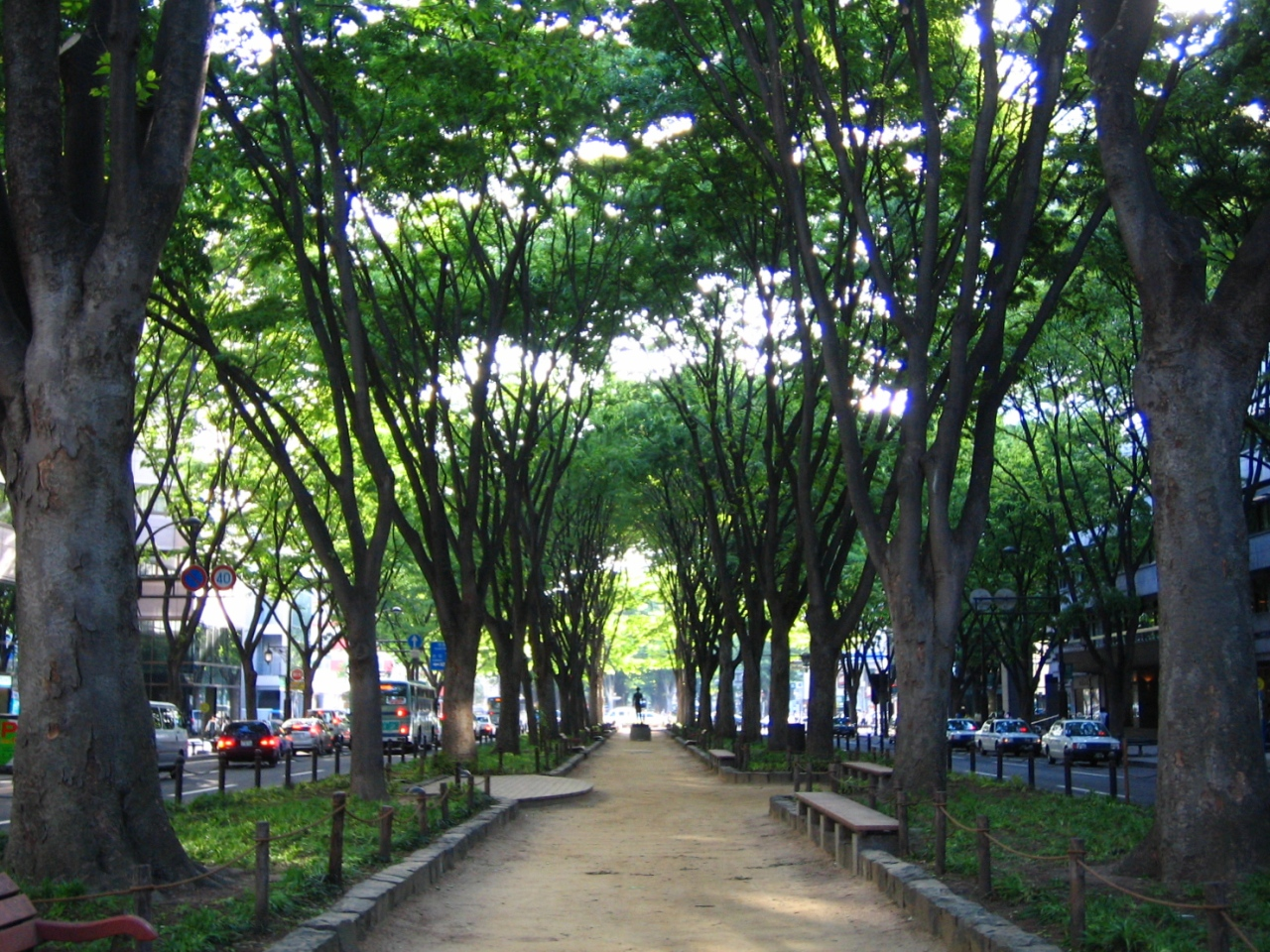
定禅寺通
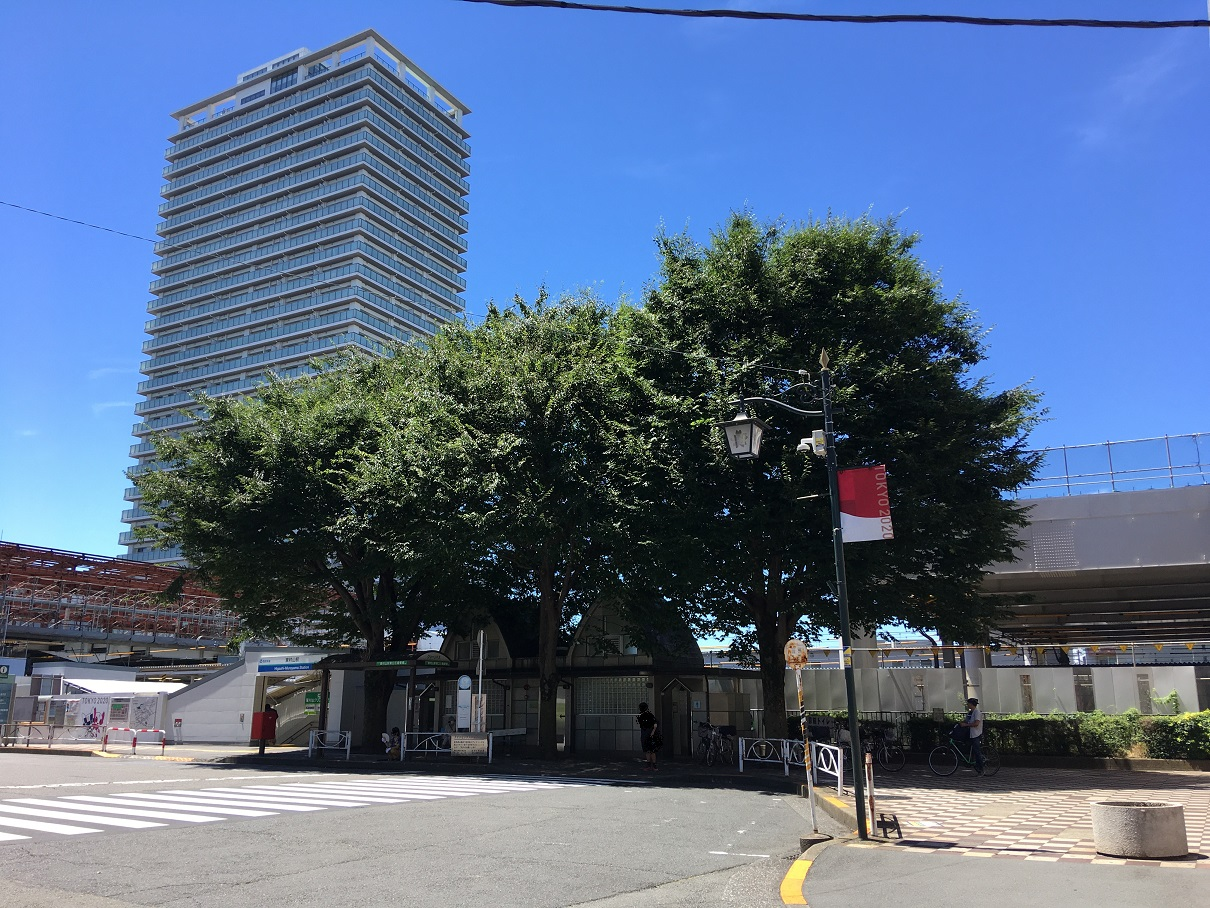
志村けんの木（東京都東村山市）

## 名称
和名「ケヤキ」の由来は、「ケヤ」は古語で「すばらしい」という意味があり、「けやしの木」が転訛したものだといわれる。中国名は「櫸樹」。
別名をツキ（槻）ともいう。木材業界などでは良材を「ケヤキ」、材質の劣るものを「ツキ」と呼んでいるという。ケヤキとツキの呼び分けは時代であり、ツキの方が古いという説もある。欅の右辺は「挙」の旧字体であり、樹形が手を挙げるところに似ていたからという説もある
種小名 serrata は「鋸歯のある」という意味で、丸みを帯びて特徴的な葉の鋸歯に因む。台湾の変種は鋸歯がないことで知られる。